# Bagrus meridionalis
Bagrus meridionalis е вид лъчеперка от семейство Bagridae. Видът не е застрашен от изчезване.

## Разпространение
Разпространен е в Малави, Мозамбик и Танзания.

## Описание
На дължина достигат до 1,5 m, а теглото им е максимум 9500 g.
Популацията на вида е намаляваща.